# Ficus imbricata
Ficus imbricata är en mullbärsväxtart som beskrevs av Edred John Henry Corner. Ficus imbricata ingår i släktet fikonsläktet, och familjen mullbärsväxter. Utöver nominatformen finns också underarten F. i. subcordata.